# Leonid Kanegeiser
Leonid Joakimovich  Kanegeiser ou Kannegisser (em russo: Леони́д Иоаки́мович Кáннегисер; romaniz.: Leonid Ioakimovich Kanegeiser; Mykolaiv, 27 de março; 15 de março no calendário juliano de 1868 — Petrogrado, outubro de 1918) foi um cadete do exército imperial e poeta russo, conhecido por assassinar Moisei Uritski, chefe da Tcheka (política secreta) em Petrogrado em 17 de agosto de 1918.

## Biografia

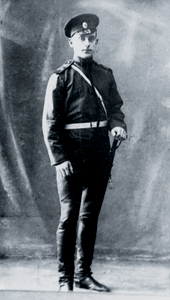
Leonid Kanegeiser em uniforme de cadete

Leonid Kanegeiser (também escrito Kanngießer ou Kannegisser) nasceu em março de 27 de março de 1896 em Mykolaiv, Ucrânia (então parte do Império Russo) em uma rica família judia. Seu pai, Akim Kanegeiser, era engenheiro mecânico e chefe de um dos maiores estaleiros da Rússia, o Estaleiro do Mar Negro, e sua mãe era médica. Kanegeiser formou-se em uma escola privada e em 1913 tornou-se cadete pela Escola de Artilharia Mikhailov do Exército Imperial Russo. Kanegeiser estudou economia de 1915 a 1917 no Instituto Politécnico de Petrogrado e foi membro do Partido Socialista Popular, um partido político moderado de esquerda antibolchevique. Admirador de Alexander Kerensky, na noite de 25 para 26 de outubro de 1917, durante a Revolução de Outubro, Kanegeiser e vários outros cadetes defenderam o Governo Provisório no Palácio de Inverno. Em 1917 ele dedicou um poema a Kerensky. Leonid Kanegeiser era homossexual ou bissexual e mantinha um relacionamento com um oficial do exército chamado Viktor Pereltsveig.

#### Assasinato de Uritsky
No dia 17 de agosto de 1918, por volta das nove horas, Kanegeiser, vestindo uma jaqueta de couro e seu quepe, foi até o Comissariado do Povo de Assuntos Internos, deixou sua bicicleta na porta e entrou no prédio. Moisei Uritski, chefe da Tcheka (política secreta) em Petrogrado, chegou em seu carro por volta das dez horas e alguns momentos depois foi morto a tiros na cabeça e no corpo por Kanegeiser. Depois de atirar em Uritsky, ele correu para a rua e tentou escapar de bicicleta, andando rapidamente, mas foi perseguido por um carro. Ele descartou sua bicicleta e refugiou-se na embaixada britânica. Kanegeiser deixou a embaixada pouco tempo depois vestindo um sobretudo, abriu fogo contra os Guardas Vermelhos e foi capturado e preso.
Kanegeiser foi interrogado. Ele declarou que agiu sozinho e foi executado pouco depois em Petrogrado. Após a sua prisão, as autoridades bolcheviques também prenderam vários membros da sua família e amigos.

#### Motivação
Kanegeiser fazia parte de um grupo clandestino antibolchevique liderado por seu primo, Maximilian Filonenko, que tinha ligações estreitas com Boris Savinkov, quem deu a ordem para assassinar Uritsky. O amante de Kanegeiser, um oficial do exército chamado Viktor Pereltsveig, foi executado com um grupo de oficiais pela Tcheka no verão de 1918. Foi Uritsky quem assinou a ordem de execução, o que levou Kanegeiser a buscar por vingança.

## Poesia

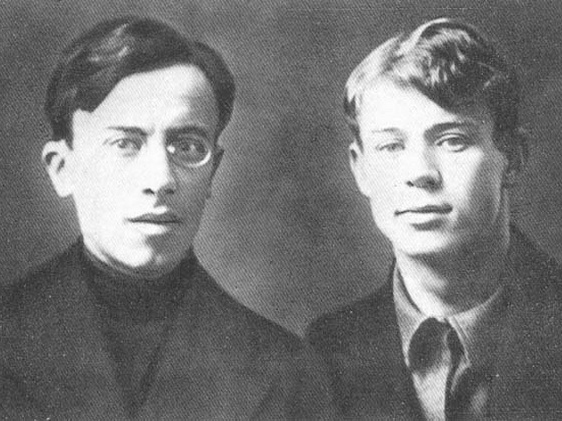
Kanegeiser e Iessienin em 1915

Desde a infância, Kanegeiser escrevia poesia e era amigo de Serguei Iessienin. Ele organizou em sua casa muitos encontros literários, onde Marina Tsvetaeva, Osip Mandelstam e outros apresentaram suas poesias. Uma década após a execução de Kanegeiser, seus poemas foram publicados postumamente por Mark Aldanov em Paris em 1928. Uma grande parte da herança literária de Kanegeiser está preservada nos arquivos privados dos Arquivos de Literatura e Arte do Governo Central em Moscou.